# Intel Atom
Intel Atom je ime Intelove serije niskonaponskih procesora s IA-32 i x86-64 skupovima naredbi koji su dizajnirani za smanjenje potrošnje električne energije u usporedbi s Intel Core serijom. Atom procesori se koristi prije svega u netbook i nettop računalima, raznim uređajima u zdravstvu i naprednoj robotici, te mobilnim internetskim uređajima. Serija je isprva bila proizvođena 45-nanometarskom CMOS tehnologijom, a kasniji modeli kodnog imena Cedar 32-nanometarskim procesom.

## Povijest
Djelomični uspjesi VIAinih ultraštedljivih procesora C3 i C7 koji se proizvode od 2001. godine stvaraju tržišnu nišu.
Kako OLPC projekt Intel nije bio uključen, a izgubio je 2003. godine pravnu bitku protiv tvrtke VIAe kojom je pokušao spriječiti daljnju proizvodnju svih vrsta x86 procesora koji su ubrzo počeli donositi velike poslove i dobit. Intel pokreće svoj projekt ultraštedljivih procesora koji će biti prikazani medijima pod imenom Intel Atom prvi put 2008. godine.

## Serije
Tijekom travnja 2008. godine počinje proizvodna i prodaja prvih jednojezgrenih Atom procesora serijskog imena Z, dok će tijekom ljeta 2008. godine početi proizvodnja jednojezgrenih procesora Atom 2X0 i dvojezgrenih Atom 3X0. 
Izlazak Nvidia chipseta Ion u 2009. godini koji imaju 10 puta bržu grafiku od chipseta i945 nastaju odlukom Intela o ukidanju prvih serija Atom procesora i izbacivanju nove serije imena Atom N4xx ili Z5xx za jednojezgrene i Atom N5xx za nove dvojezgrene procesore. Osnovna razlika između nove i stare generacije procesora je pomicanje grafičke kartice unutar samog procesora i na taj način onemogućavanje daljnjeg korištenja Nvidia chipseta Ion.

## Popis procesora
Popis Intel Atom procesora koji su se nalazili u proizvodnji između 2008. i 2010. godine:
- Atom 230 na 1600 MHZ iz 2008. godine s potrošnjom od 4 W. Prodajna cijena je 29 $
- Atom 270 na 1600 MHZ iz 2008. godine s potrošnjom od 2.5 W. Prodajna cijena je 44 $
- Atom 280 na 1667 MHZ iz 2008. godine s potrošnjom od 2.5 W.
- Atom 330 na 1600 MHZ s dvjema jezgrama iz 2008. godine. Potrošnja mu je bila 8 W, a prodajna cijena 43 $

Popis Intel Atom procesora čija proizvodnja počinje krajem 2009. ili 2010. godine:
- Atom 450 na 1667 MHz s kraja 2009. godine s potrošnjom od 5.5 W. Prodajna cijena su 63 $
- Atom 455 na 1667 MHz iz 2010. godine s potrošnjom od 6.5 W. Prodajna cijena je 75 $
- Atom 470 na 1883 MHz iz 2010. godine s potrošnjom od 6.5 W. Prodajna cijena je 75 $
- Atom 475 na 1883 MHz iz 2010. godine s potrošnjom od 6.5 W. Prodajna cijena je 75 $
- Atom 510 na 1667 MHZ s dvjema jezgrama od decembra 2009. godine s potrošnjom od 13 W. Prodajna cijena su 63 $
- Atom 525 na 1833 MHZ s dvjema jezgrama od 2010. godine s potrošnjom od 13 W. Prodajna cijena su 63 $

Osnovna razlika između serija 2x0/3x0 i 4x0/5x0 je da druga ima u sebi ugrađenu Direct X9 grafičku karticu Intel GMA 3150 koja je pored ostalog sporija 5 puta od Direct X10 Nvidia Ion grafičke kartice.

## Brzina
Zadnji natjecatelj koji dolazi na tržište ultraštedljivih procesora je AMD sa svojim Neo procesorom. Veliki broj testiranja je potvrdio jednojezgreni Intel Atom kao najsporiji procesor na ovom tržištu. Od njega su se kao brži dokazali VIA Nano i AMD Neo